# Богдан (курорт)
Богдан — гірськолижний комплекс у Рахівському районі Закарпаття, біля села Богдан. Неподалік від села розташований ботанічний заказник — «Затінки і Тересянка».
Гірськолижний спуск розміщений на горі Борщевиця. Знаходиться Богдан за 15 км від районного центру м. Рахів.
- Спуски: 1500 м, траса середнього рівня складності.
- Перепад висот: 230 м
- Витяг: 1 бугель (1230 м).
- Облаштування спусків: ратрак.